# Louis-Michel de Saint-Aubin
Louis-Michel de Saint-Aubin, né à Paris le 20 mars 1731 et mort à Versailles le 24 décembre 1779, est un peintre de porcelaine de la manufacture de Sèvres. Il est le frère de Charles-Germain de Saint-Aubin, Gabriel de Saint-Aubin et Augustin de Saint-Aubin. 

## Biographie
Fils de Gabriel-Germain de Saint-Aubin, brodeur du roi, et de Jeanne-Catherine Imbert, il demeure dans son enfance rue Saint-Antoine à Paris. Il se marie en 1758 à Marie-Anne Leclerc avec qui il eut trois enfants : Marie-Louise (1759-1841), bonne musicienne et cantatrice distinguée, Louis-Charles (1762-1833), plumassier et un deuxième fils (1761-1784).
Il travailla à la manufacture de Sèvres de 1754 à 1758 et de 1760 à 1779. Il avait pour spécialité de faire les filets bleus sur la porcelaine tendre. 
Il meurt à Versailles le 24 décembre 1779 chez sa fille Marie-Louise. 

## Sources
- Victor Advielle, Renseignement intimes sur les Saint-Aubin, dessinateurs et graveurs, d’après les papiers de leur famille, Paris, L. Soulié, 1896.
- Émile Dacier, Gabriel de Saint-Aubin, peintre et graveur (1726-1780), Paris, G. Van Oest, 1929.